# Ascorhynchus cactoides
Ascorhynchus cactoides är en havsspindelart som beskrevs av Stock, J.H. 1954. Ascorhynchus cactoides ingår i släktet Ascorhynchus och familjen Ammotheidae. Inga underarter finns listade i Catalogue of Life.